# A1 (Slovenië)
De A1 in Slovenië (Sloveens: avtocesta A1), ook bekend als Slovenika, is een snelweg van 236,1 kilometer lang, die Šentilj (aan de Oostenrijkse grens) en Koper / Capodistria (aan de kust van de Adriatische Zee) met elkaar verbindt. Het verbindt verschillende van de grootste stedelijke gebieden van het land, waaronder Maribor, Celje en Ljubljana, helemaal tot aan de Sloveense kust en havenstad Koper.
De bouw begon in 1970 en het eerste deel werd in 1972 voltooid, waardoor Vrhnika en Postojna met elkaar verbonden werden . De dagelijkse operatie van dit eerste traject begon op 29 december 1972.
De verbinding met Koper werd op 23 november 2004 beëindigd. Het voorlaatste deel, van Trojane tot Blagovica, werd op 12 augustus 2005 geopend. Het was ook het duurste, met acht viaducten en twee tunnels, ondanks dat het er maar 11 waren   km lang. Het laatste deel, de oostelijke ringweg van Maribor, is op 14 augustus 2009 geopend.

## Routebeschrijving
De snelweg A1 zorgt voor een verbinding tussen Slovenië en Oostenrijk (de enige andere snelweg met grensovergang naar Oostenrijk is de snelweg A2 en was vanaf het begin een belangrijke route, omdat het de drie grootste steden van Slovenië met elkaar verbond: Ljubljana, Maribor en Celje). Aan de andere kant verbond het ook al die steden met de Sloveense kust en bood het betere voorwaarden voor doorvoer naar de haven van Koper. Vanaf 2013 is het ook de enige snelweg die is verbonden met alle andere snelwegen in Slovenië.
Vanaf 2013 heeft de snelweg altijd ten minste twee rijstroken in elke richting en is zelden zonder vluchtstrook . Op sommige delen heeft het drie rijstroken in de ene richting en twee in de andere (meestal is de extra voor langzame voertuigen). Alleen Tunnel Golovec heeft drie rijstroken in elke richting. Het was ook de bedoeling dat sommige andere delen van de snelweg extra rijstroken zouden krijgen, maar de meeste plannen werden uitgesteld vanwege geldgebrek.

## Tol

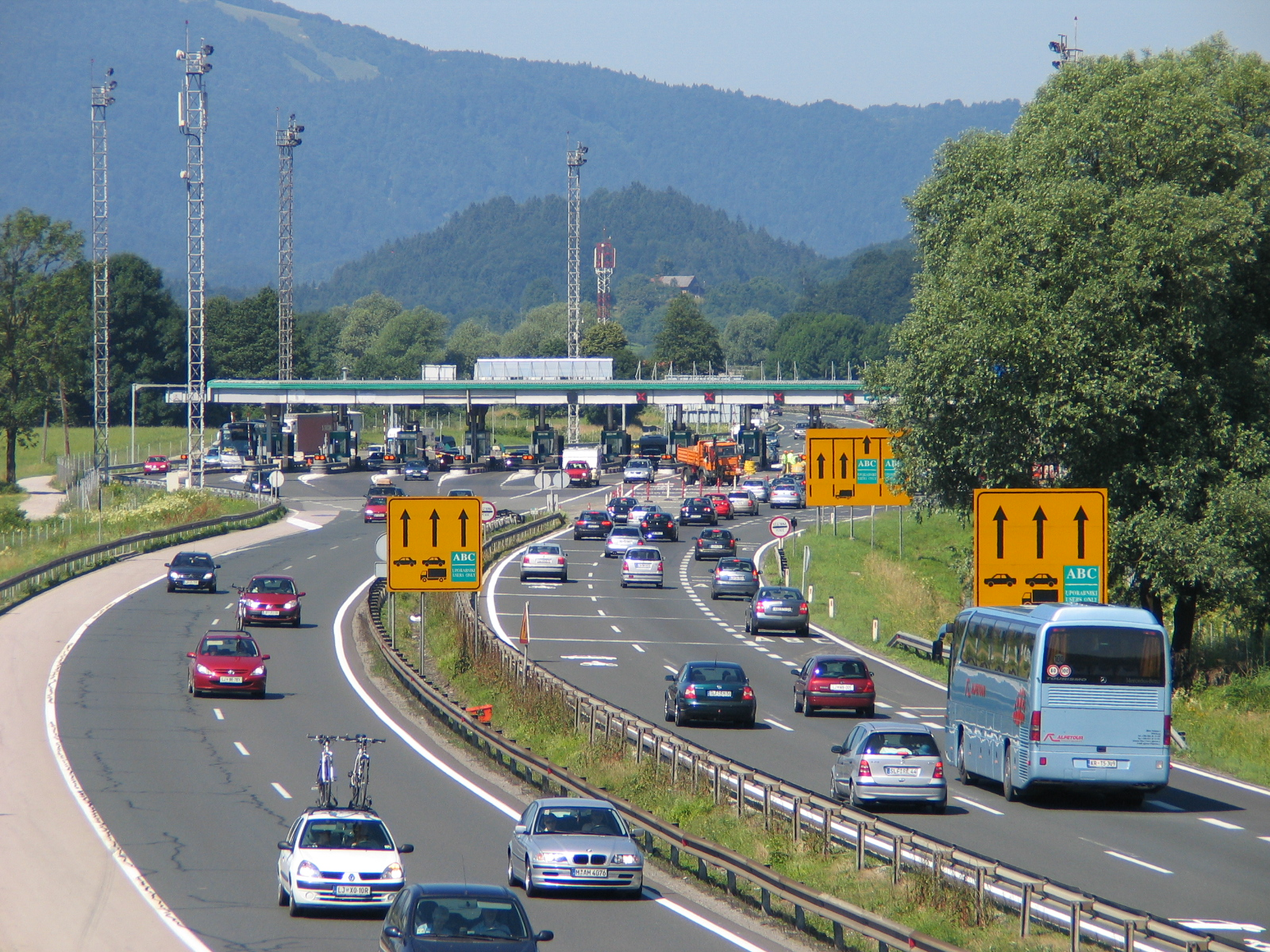
Het tolstation bij Log pri Brezovici

Tot 1 juli 2008 moesten alle voertuigen stoppen bij tolpoorten en tol betalen. Sinds die datum zijn vignetten vereist voor alle voertuigen tot 3,5 ton, terwijl zwaardere voertuigen nog steeds tol moeten betalen bij een tolpoort. Tolpoorten worden herschikt, zodat twee rijstroken voor lichtere voertuigen (met vignetten) niet langer worden gescheiden door tolpoorten en voertuigen met 60 kilometer per uur (37 mijl per uur) kunnen doorrijden. Waar tolpoorten nog staan zoals ze waren vóór 1 juli 2008, is de snelheidslimiet 40 kilometer per uur (25 mijl per uur).
Er zijn zes tolstations voor zwaardere voertuigen Pesnica, Tepanje, Vransko, Kompolje, Log en Videž . Voor de R3-groep varieert het van € 3,40 tot € 19,60, samen € 47,10 overdag (06:00 - 22:00 uur) en van € 3,00 tot € 17,60, samen € 42,30 's nachts (22:00 - 06:00 uur). Voor de R4-groep varieert het van € 4,90 tot € 28,30, samen € 68,20 overdag (06:00 - 22:00 uur) en van € 4,40 tot € 25,50, samen € 61,40 's nachts (22:00 - 06:00 uur).

## Opmerkelijke structuren
Toen de meeste delen van de snelweg al waren aangelegd, kwamen er twee delen die bijzonder waren, namelijk tunnels bij Trojane met als meest opvallende Tunnel Trojane met een lengte van bijna 3 kilometer en dus de op een na langste tunnel in Slovenië (de langste is de Karawanken-tunnel) en viaduct Črni Kal, het langste viaduct in Slovenië, langer dan 1 kilometer en ook 95 meter hoog.

## Knooppuntenlijst
| Afrit | km  | Naam                     | Bestemming              | Opmerkingen |
| ----- | --- | ------------------------ | ----------------------- | --- |
|       | 0   | Oostenrijk               | A9 E57 E59              | Het noordelijke eindpunt van de route; A1-verkeer in noordelijke richting gaat standaard naar de Oostenrijkse Pyhrnautobahn (A9) die naar Graz leidt; grens                               |
| 1     | 1   | Šentilj                  | 437 438                 | Verbinding met Pesnica (437), Trate en Gornja Radgona (438); gemodificeerde diamantuitwisseling                                                                                           |
| 2     | 11  | Maribor-sever            | H2 3 437                | Gemodificeerde rotonde-uitwisseling met H2 (Zahodna obvoznica Maribora) die door het westelijke deel van Maribor leidt, verbinding met Lenart, Radenci, Dolga Vas (3) en Šentilj (437)    |
| 3     | 12  | Junction Dragučova       | A5 E653                 | Volledige Y-uitwisseling met snelweg A5 die naar Hongarije leidt via de staatsgrens Pince                                                                                                 |
| 4     | 17  | Maribor-vzhod            | Zrkovci                 | Lokale weg door Zrkovci, verbonden met weg 710, die leidt naar Vurberk en Ptuj; gemodificeerde diamantuitwisseling                                                                        |
| 5     | 21  | Maribor-center           | 1                       | Verbinding met Dravograd en Vič of Hajdina (1); gevouwen diamantuitwisseling |
| 6     | 23  | Rogoza                   | 450                     | Verbinding met ofwel Hoče of Maribor Airport (450); Gedeeltelijk klaverblad met vier opritten                                                                                             |
| 7     | 25  | Junction Slivnica        | A4 E59                  | Uitwisseling met snelweg A4 (ook route E59) die momenteel naar Razcep Draženci leidt en verbinding met ofwel Maribor of Slovenska Bistrica, Slovenske Konjice en Celje (430)              |
| 8     | 29  | Fram                     | 711                     | Verbinding met Rače, Kungota en Kidričevo (711); trompetuitwisseling |
| 9     | 37  | Slovenska Bistrica-sever | 2                       | Verbinding met Ptuj en Ormož (2); volledige Y-uitwisseling |
| 10    | 39  | Slovenska Bistrica-jug   | 430                     | Verbinding met ofwel Maribor of Slovenske Konjice en Celje (430); trompetuitwisseling |
| 11    | 48  | Slovenske Konjice        | 430 686                 | Verbinding met ofwel Maribor en Slovenska Bistrica of Celje (430), Žiče en Dramlje (686); trompetuitwisseling                                                                             |
| 12    | 59  | Dramlje                  | 234 686                 | Verbinding met Dole, Šentjur (234), Žiče en Tepanje; trompetuitwisseling |
| 13    | 65  | Celje-vzhod              | Leskovec                | Lokale weg in Leskovec; volledige uitwisseling |
| 14    | 67  | Celje-center             | 430                     | Verbinding met Slovenske Konjice, Slovenska Bistrica en Maribor (430); trompetuitwisseling                                                                                                |
| 15    | 73  | Celje-vzhod              | 5                       | Verbinding met ofwel Arja Vas of Zidani Most, Krško en Drnovo (5); halter uitwisseling |
| 16    | 75  | Žalec                    | 4 451                   | Verbinding met Velenje, Slovenj Gradec, Dravograd (4) en met weg 447 (451); diamant uitwisseling                                                                                          |
| 17    | 82  | Šempeter                 | 694                     | Verbinding met Velenje; gemodificeerde diamantuitwisseling |
| 18    | 84  | Šentrupert               | 225                     | Verbinding met Soteska, Mozirje, Radmirje, Črnivec, Stahovica, Kamnik, Duplica en Mengeš (225); diamant uitwisseling                                                                      |
| 19    | 92  | Vransko                  | 447                     | Verbinding met Šempeter, Žalec en Arja Vas of Trojane, Blagovica en Trzin; Gedeeltelijk klaverblad met vier opritten                                                                      |
| 20    | 102 | Trojane                  | 221 447                 | Verbinding met Izlake, Trbovlje, Hrastnik, Šmarjeta (221) en Šempeter, Žalec, Arja Vas en Ločica of Blagovica en Trzin (447)                                                              |
| 21    | 113 | Blagovica                | 447                     | Verbinding met Trojane, Šempeter, Žalec, Arja Vas en Ločica of Trzin (447) |
| 22    | 120 | Lukovica pri Domžalah    | 447                     | Verbinding met Blagovica, Trojane, Šempeter, Žalec, Arja Vas en Ločica of Trzin (447); uitwisseling met rustruimte                                                                        |
| 23    | 124 | Krtina                   | 415                     | Verbinding met Želodnik, Drtija en Izlake; Gedeeltelijk klaverblad met vier opritten |
| 24    | 127 | Domžale                  | 447                     | Verbinding met Trzin, Blagovica, Šempeter, Žalec, Arja Vas en Ločica (447); volledige Y-uitwisseling                                                                                      |
| 25    | 133 | Ljubljana-Šentjakob      | 108                     | Verbinding met Litija, Hrastnik en Zidani Most (108); diamant uitwisseling |
| 26    | 134 | Ljubljana-Sneberje       | 644                     | Verbinding met Šentjakob, Domžale en Duplica (644); Gedeeltelijk klaverblad met vier opritten                                                                                             |
| 27    | 135 | Junction Zadobrova       | H3                      | Volledige Y-uitwisseling met H3 (Severna obvoznica Ljubljane) die door het noordelijke deel van Ljubljana loopt                                                                           |
| 28    | 136 | Industrijska cona Moste  | Industrijska cona Moste | Lokale weg; afrit net richting Koper - Maribor |
| 29    | 137 | Ljubljana-vzhod          | Zaloška cesta           | Straat in Ljubljana; diamant uitwisseling |
| 30    | 138 | Ljubljana-Bizovik        | 645                     | Verbinding met Šmartno pri Litiji (645); diamant uitwisseling |
| 31    | 142 | Junction Malence         | A2 E70                  | Volledig Y-knooppunt met snelweg A2 (ook route E70), die leidt naar Novo Mesto en Brežice                                                                                                 |
| 32    | 142 | Ljubljana-jug            | 642                     | Verbinding met Ig en Vrhnika (642); trompetuitwisseling |
| 33    | 144 | Ljubljana-Rudnik         | 642                     | Verbinding met Ig en Vrhnika (642); trompetuitwisseling |
| 34    | 147 | Ljubljana-center         | Barjanska cesta         | Straat in Ljubljana; Gedeeltelijk klaverblad met vier opritten |
| 35    | 149 | Ljubljana-zahod          | Tržaška cesta           | Straat in Ljubljana; trompetuitwisseling |
| 36    | 150 | Junction Kozarje         | A2 E61 E70              | Volledig Y-knooppunt met snelweg A2 (ook route E61 en E70), die naar Kranj en Jesenice leidt                                                                                              |
| 37    | 152 | Brezovica pri Ljubljani  | 409 641                 | Verbinding met Vrhnika, Logatec, Postojna, Razdrto, Kozina (409) en Ljubljana (641); trompetuitwisseling                                                                                  |
| 38    | 165 | Vrhnika                  | 409                     | Verbinding met Vrhnika, Logatec, Postojna, Razdrto en Kozina of Ljubljana (409); trompetuitwisseling                                                                                      |
| 39    | 173 | Logatec                  | 102                     | Verbinding met Idrija, Tolmin en Kobarid (102); trompetuitwisseling |
| 40    | 183 | Unec                     | 212                     | Verbinding met Cerknica en Sodražica (212); Gedeeltelijk klaverblad met vier opritten |
| 41    | 195 | Postojna                 | 6                       | Verbinding met Ilirska Bistrica en Jelšane (6); Gedeeltelijk klaverblad met vier opritten                                                                                                 |
| 42    | 204 | Razdrto                  | 409                     | Verbinding met Postojna, Logatec, Vrhnika en Ljubljana of Kozina (409) |
| 43    | 206 | Junction Razdrto         | H4                      | Semi-directionele T-uitwisseling met H4 (Vipavska hitra cesta) die leidt naar Vipava en Italië                                                                                            |
| 44    | 211 | Senožeče                 | 445                     | Verbinding met Sežana en Fernetiči (445); trompetuitwisseling |
| 45    | 216 | Junction Gabrk           | A3 E70                  | Semi-directioneel T-knooppunt met snelweg A3 (ook route E70), die naar Sežana en Italië leidt                                                                                             |
| 46    | 219 | Divača                   | 409                     | Verbinding met Razdrto, Postojna, Logatec, Vrhnika en Ljubljana of Kozina (409); trompetuitwisseling                                                                                      |
| 47    | 226 | Kozina                   | 7 409                   | Verbinding met Krvavi potok (7), Razdrto, Postojna, Logatec, Vrhnika en Ljubljana (409); trompetuitwisseling                                                                              |
| 48    | 235 | Kastelec                 | 409                     | Verbinding met Kozina, Razdrto, Postojna, Logatec, Vrhnika en Ljubljana (409); gemodificeerde diamantuitwisseling                                                                         |
| 49    | 238 | Črni kal                 | 208 409                 | Verbinding met Rižana (208), Kozina Razdrto, Postojna, Logatec, Vrhnika en Ljubljana (409); trompetuitwisseling                                                                           |
| 50    | 244 | Junction Srmin           | H5 E751                 | Het westelijke eindpunt van de route; A1-verkeer in noordelijke en westelijke richting gaat standaard naar de snelweg H5 (ook route E751) die respectievelijk naar Škofije en Koper leidt |

## Tunnels
De snelweg omvat tien tunnels, twee galerijen en één overdekte weg:
- Galerij Dragučova rechts en links 160 meter
- Vodole rechts 249 meter, Vodole links 247 meter
- Bedekte snede Malečnik rechts en links 185 meter
- Golo rebro rechts 788 meter, Golo rebro links 757 meter
- Pletovarje rechts 708 meter, Pletovarje links 745 meter
- Ločica rechts 750 meter, Ločica links 810 meter
- Jasovnik rechts 1633 meter, Jasovnik links 1612 meter
- Trojane rechts 2840 meter, Trojane links 2931 meter
- Podmilj rechts 622 meter, Podmilj links 613 meter
- Galerij Strmec rechts en links 200 meter
- Golovec rechts 622 meter, Golovec links 595 meter
- Kastelec rechts 2195 meter, Kastelec links 2303 meter
- Dekani rechts 2190 meter, Dekani links 2,181 meter

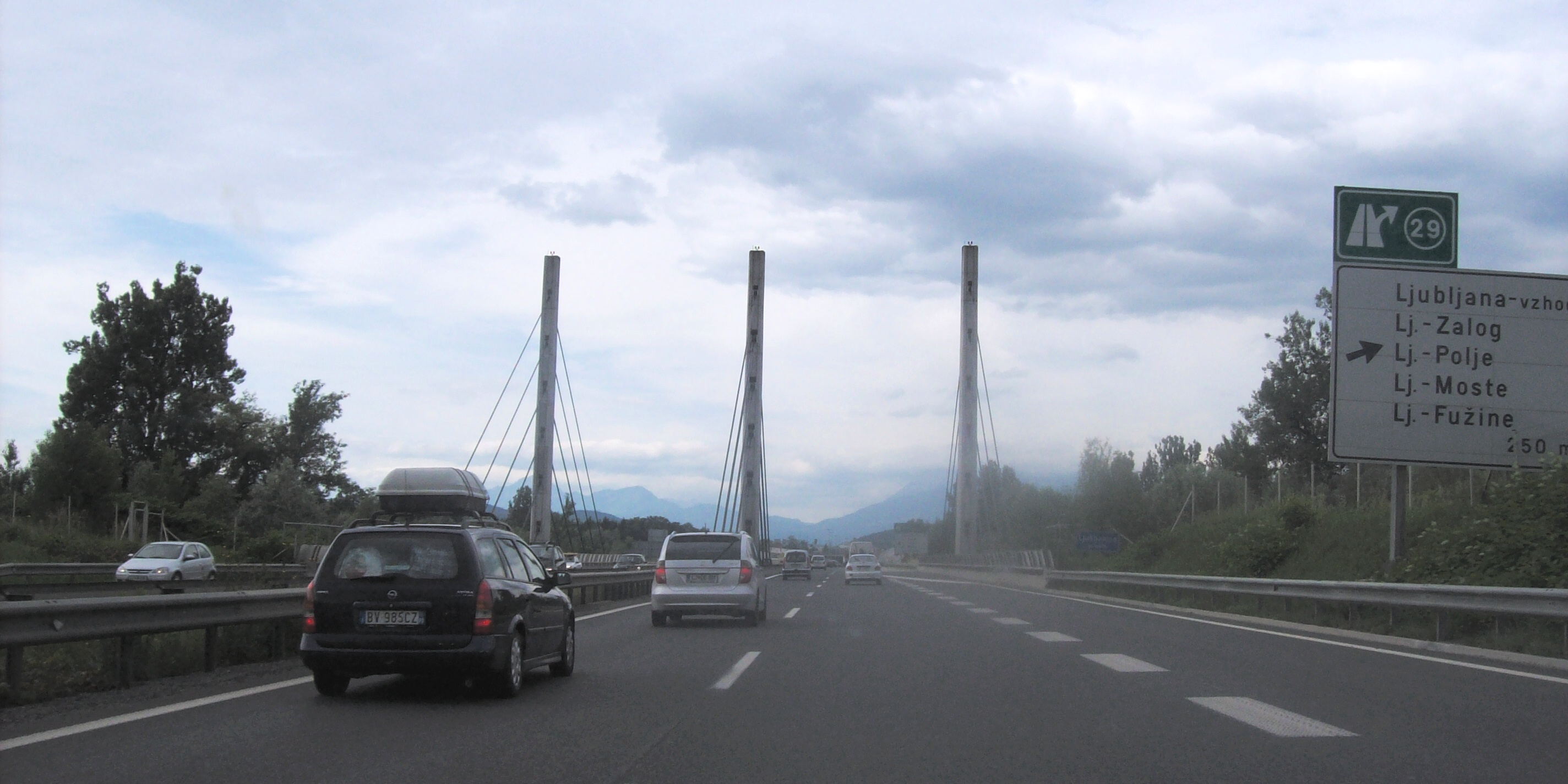
De "Harpbrug" van de snelweg A1 die de Ljubljanica oversteekt

De snelweg A1 heeft 101 viaducten, 109 bruggen, 129 viaducten in 117 onderdoorgangen.
Enkele van de grootste viaducten van de A1 (overspanning groter dan 500 millimeter):
- Kresnica rechts 587 meter en links 587 meter
- Pekel rechts 448 meter en links 448 meter
- Preloge rechts 558 meter en links 558 meter
- Škedenj I. rechts 466 meter en links 563 meter
- Ločica rechts 849 meter en links 869 meter
- Šentožbolt rechts 410 meter en links 541 meter
- Petelinjek rechts 622 meter en links 634 meter
- Blagovica rechts 446 meter en links 426 meter
- Verd rechts 620 meter en links 586
- Ravbarkomanda rechts 591 en links 533
- Črni kal rechts 1,046 en links 1,048
- Bivje rechts 575 en links 563

Het Črni Kal-viaduct is het langste viaduct in Slovenië .